# Coloradia pandora
Coloradia pandora är en fjärilsart som beskrevs av Blake 1863. Coloradia pandora ingår i släktet Coloradia och familjen påfågelsspinnare. Inga underarter finns listade i Catalogue of Life.

## Bildgalleri

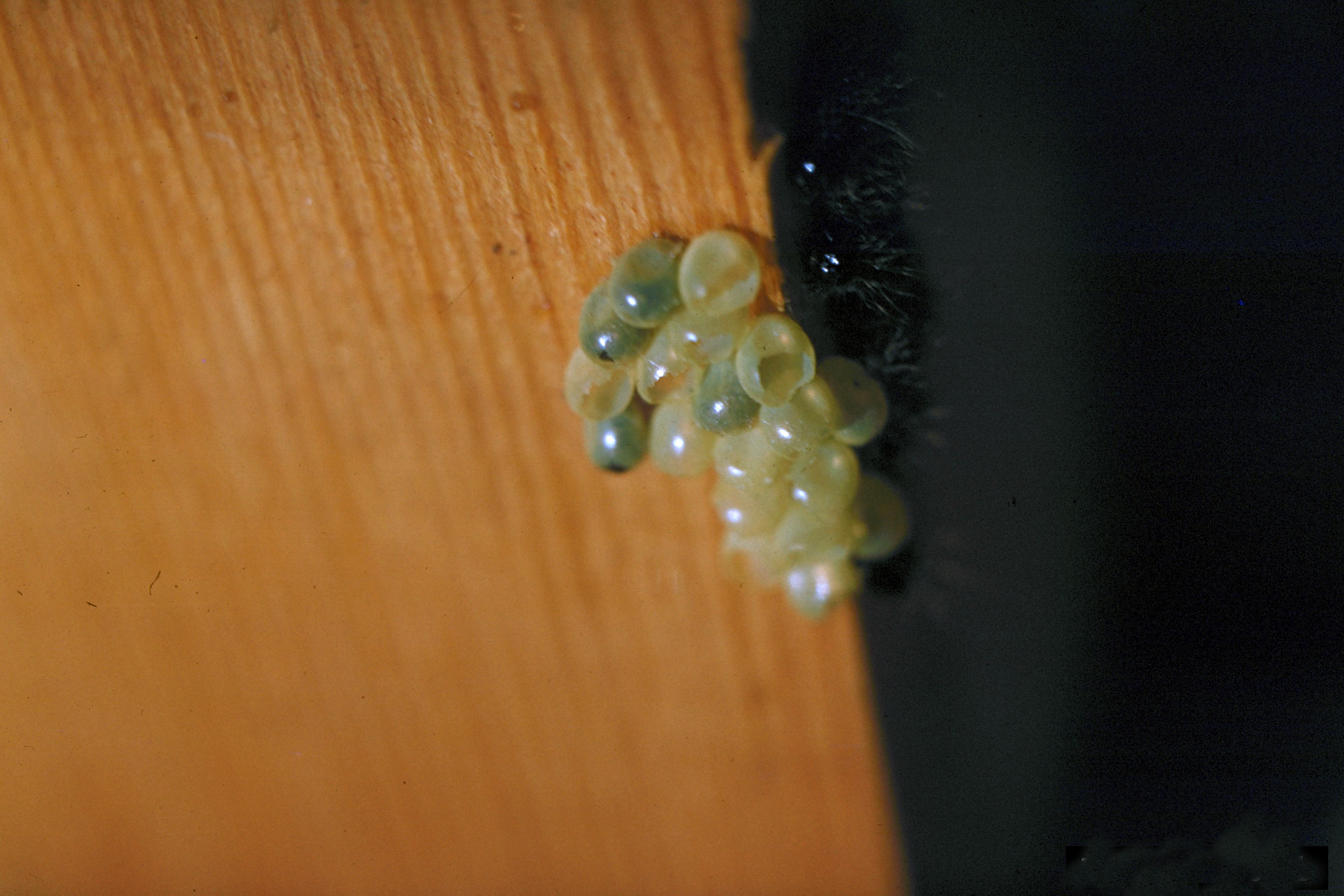
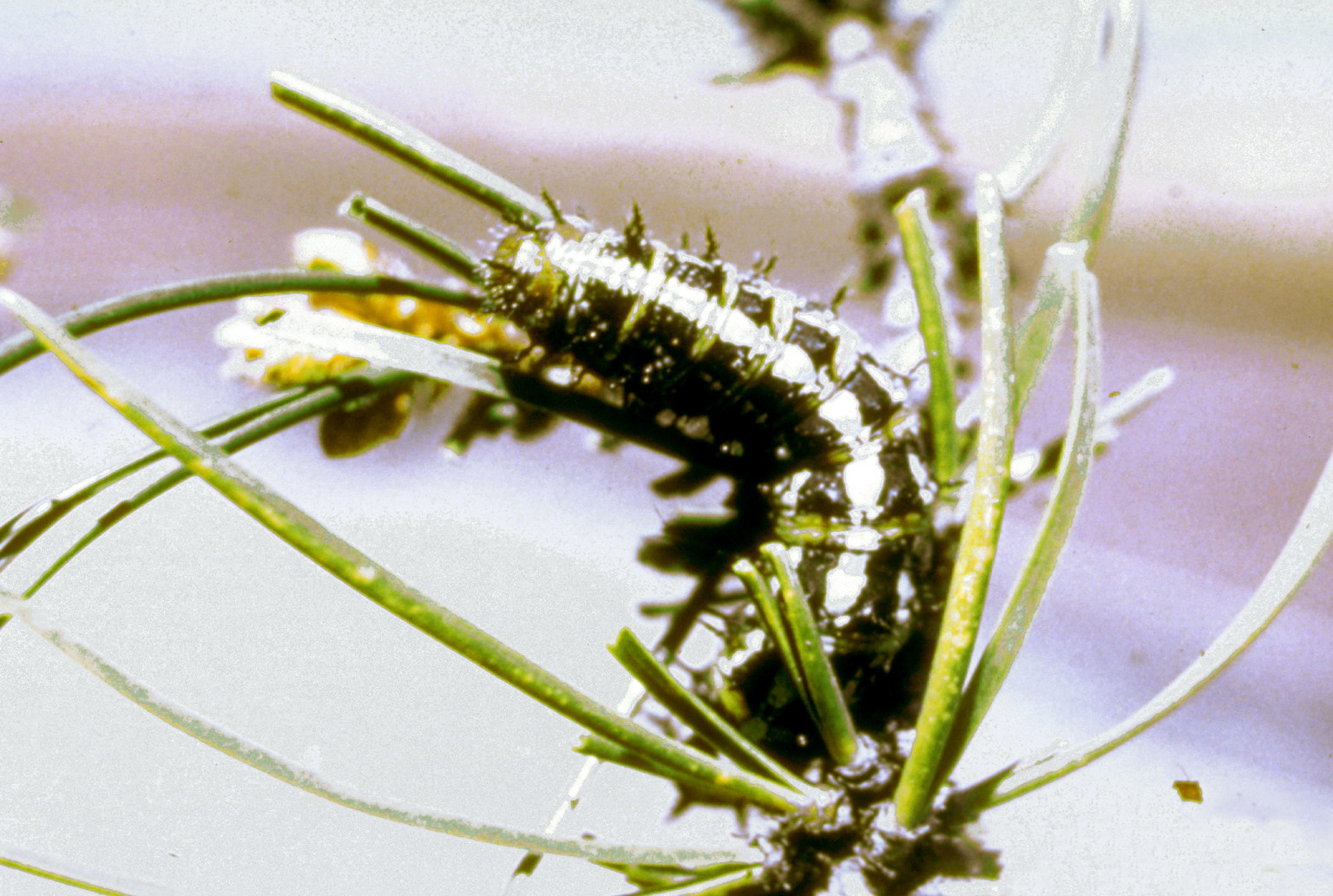
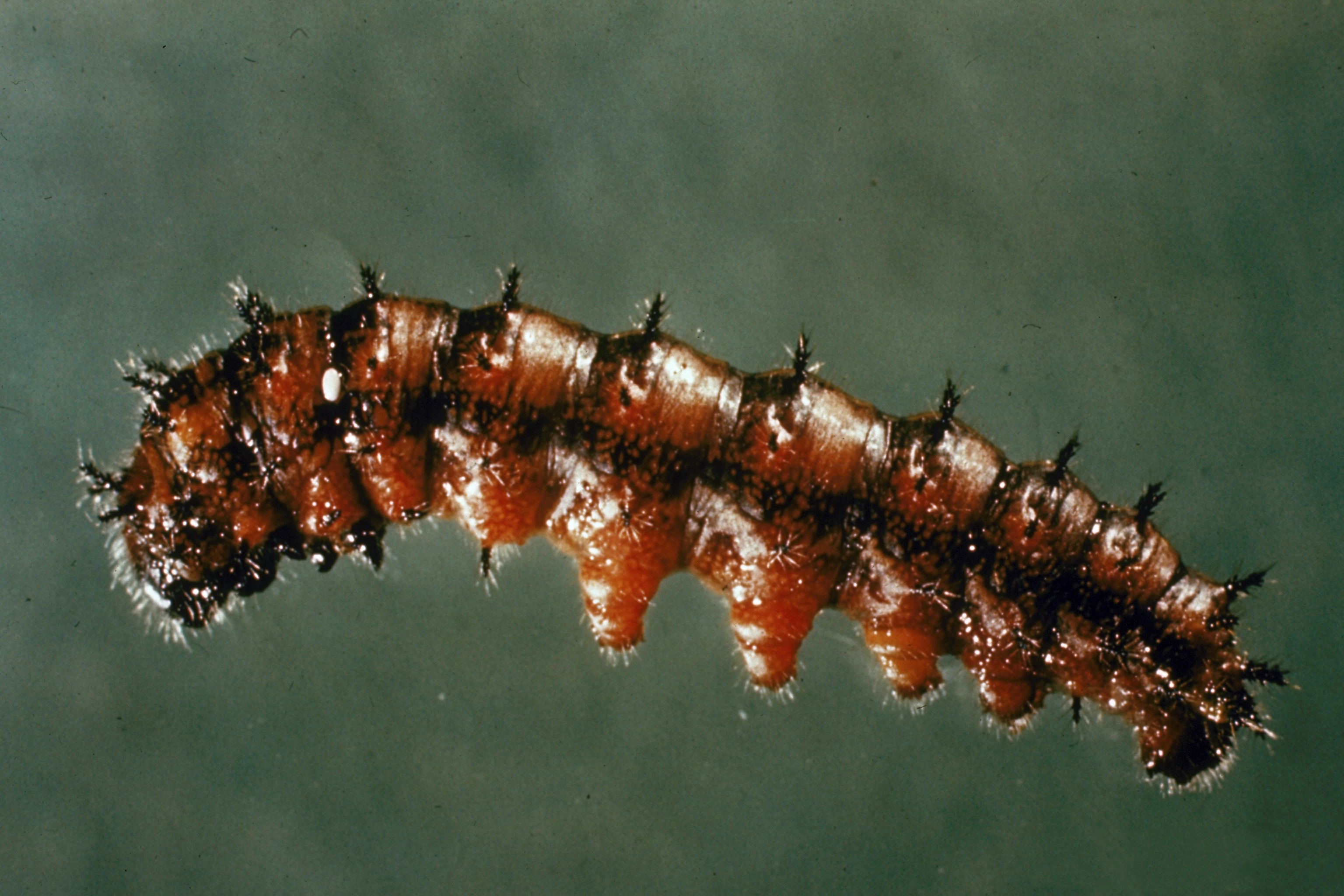
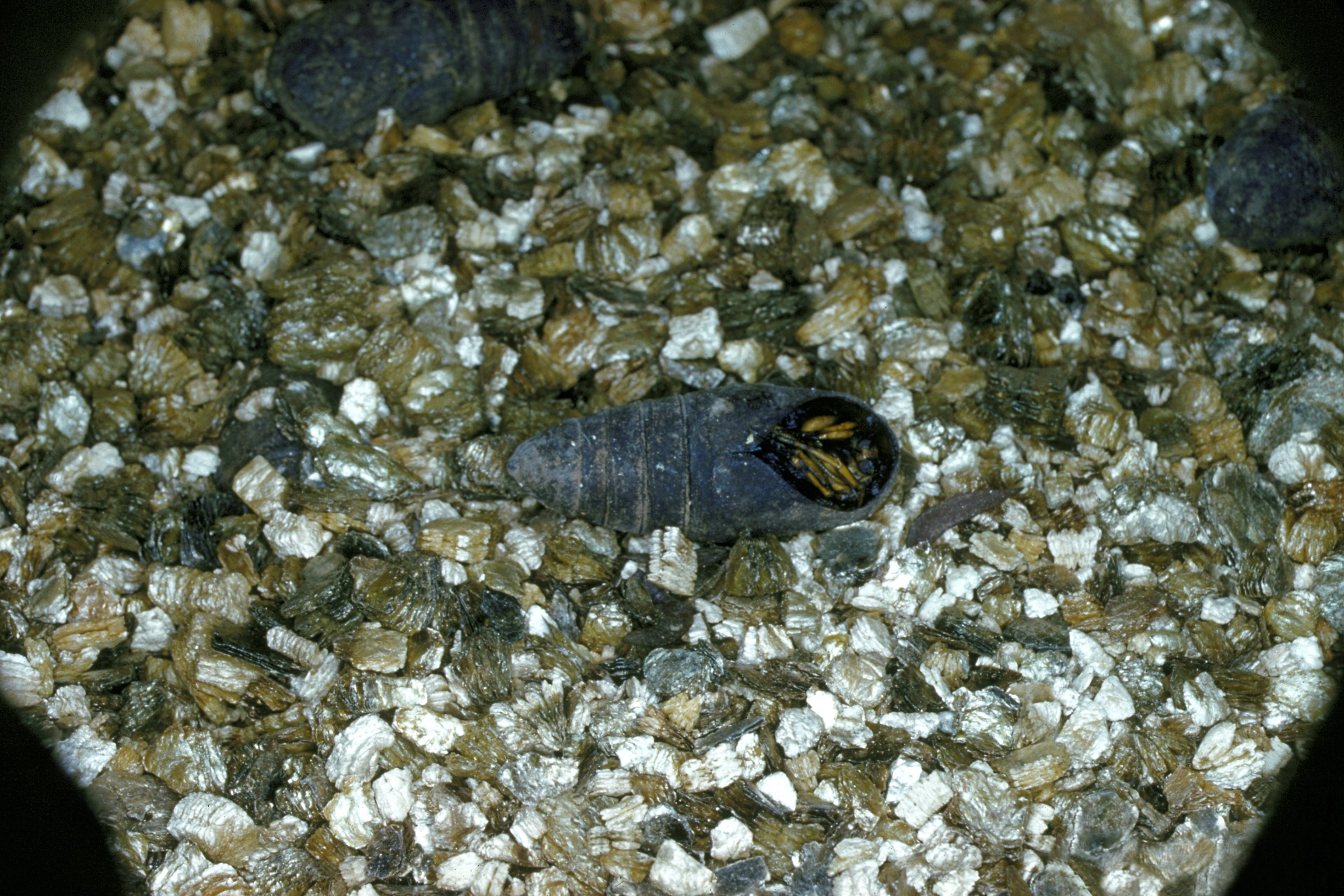
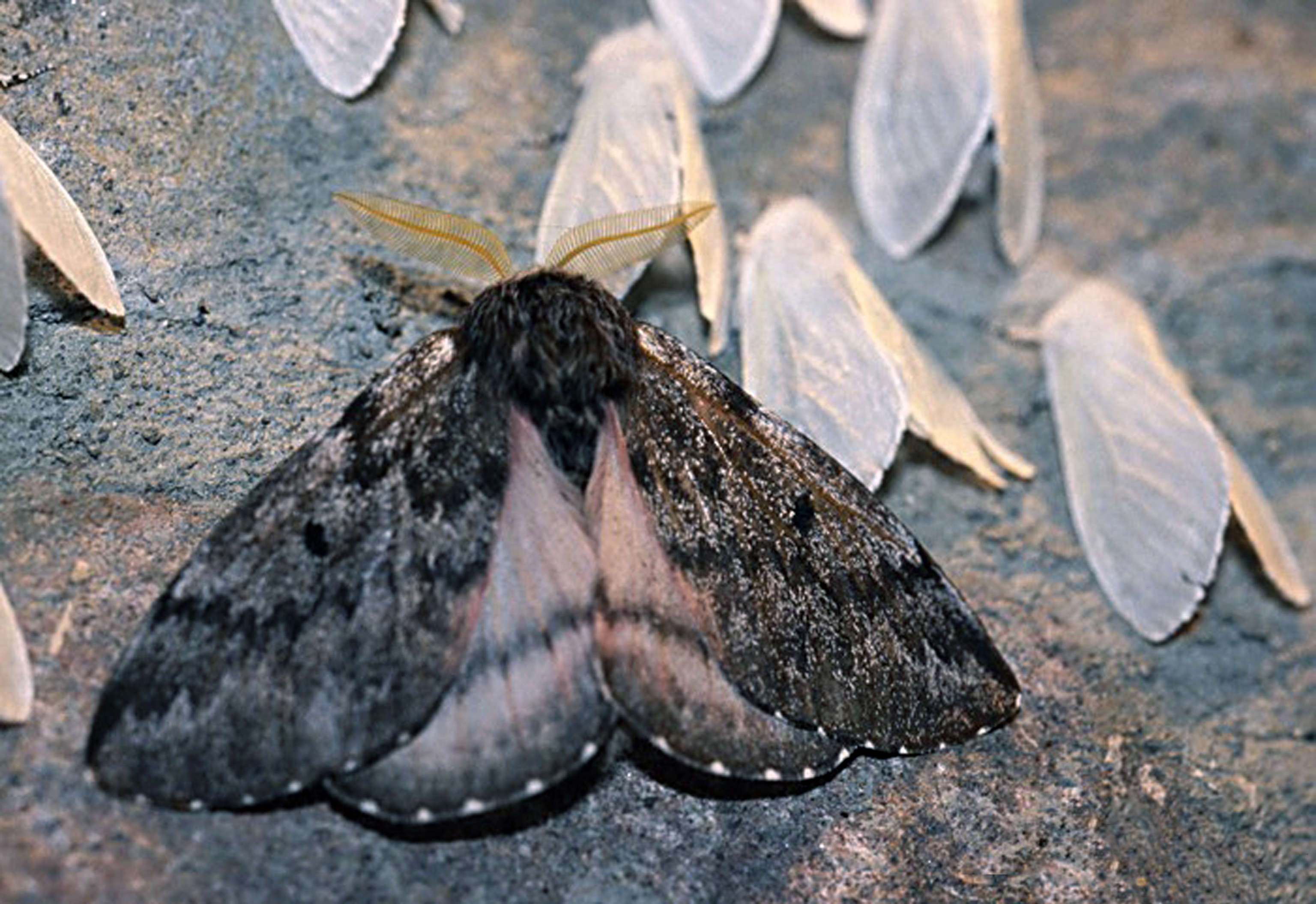
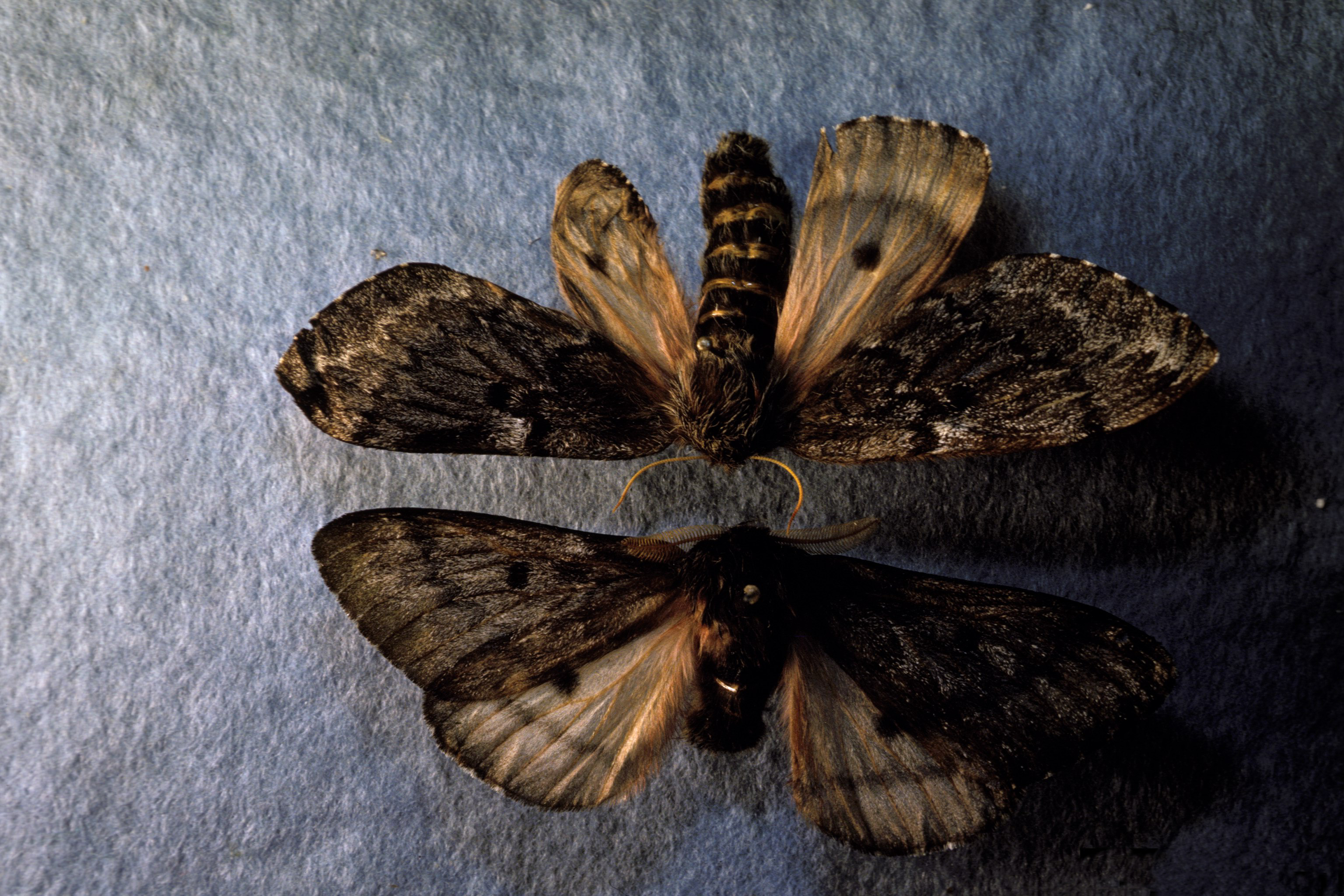